# Prismatocarpus lasiophyllus
Prismatocarpus lasiophyllus är en klockväxtart som beskrevs av Robert Stephen Adamson. Prismatocarpus lasiophyllus ingår i släktet Prismatocarpus och familjen klockväxter. Inga underarter finns listade i Catalogue of Life.